# Jean-Marie Vincent (philosophe)
Pour les articles homonymes, voir Vincent et Jean-Marie Vincent.
 (février 2021).
Si vous disposez d'ouvrages ou d'articles de référence ou si vous connaissez des sites web de qualité traitant du thème abordé ici, merci de compléter l'article en donnant les références utiles à sa vérifiabilité et en les liant à la section « Notes et références ».
Jean-Marie Vincent, né le 6 mars 1934 et mort le  6 avril 2004, est un philosophe, universitaire et chercheur en sciences politiques français. Il est un théoricien qui réinterprète de manière originale[réf. nécessaire] la théorie critique du capitalisme chez Marx.

## Biographie

### Carrière
Il a soutenu une thèse à l’Institut de sciences politiques de Paris sous la direction d’Alfred Grosser sur la formation d’une nouvelle gauche en Allemagne de l’Ouest pendant la Guerre Froide. Il a fondé et dirigé jusqu'à sa retraite, en 2002, le département de sciences politiques de l'université de Vincennes (Paris VIII), créé à l'automne 1968. Ses recherches, concentrées au départ sur l'Italie, puis sur l'Allemagne et la France, portent en particulier sur les rapports du marxisme avec la politique et l'État.
Il a publié dans ce domaine plusieurs ouvrages, souvent en collaboration avec d'autres chercheurs. Il a rédigé aussi le premier ouvrage français qui introduit à la « théorie critique » de l'École de Francfort dans ses relations avec le marxisme (Galilée, 1976). Jean-Marie Vincent développe sa propre conceptualisation notamment dans Critique du travail (1987). La discussion de grands auteurs laisse transparaître sa position originale, dans Max Weber ou la démocratie inachevée (1998) et Marx après les marxismes (2001).

### Politique
Après une expérience au sein d'un groupe trotskiste[Lequel ?], il participe à la fondation du PSU et dirige dans les années 1970 son organe Tribune socialiste. Adhérent de la tendance marxiste révolutionnaire internationaliste (TMRI, d'obédience trotskiste) au sein du PSU, il adhère, avec la majorité de cette tendance (comprenant Denis Berger, Jacques Kergoat), à la LCR en 1973 où il participe activement, dès sa fondation en 1975, à la revue Marx ou crève devenue ensuite Critique communiste (dirigée par Henri Weber). Après avoir réussi à mettre la direction de la LCR en minorité au congrès de 1979 (au sujet de son soutien à l'invasion de l'Afghanistan par l'Union soviétique) sans pour autant se faire entendre sur le fond de sa conception politique, il quitte cette organisation en 1981.

### Marxisme
Son marxisme initial, influencé par l'épistémologie de Galvano Della Volpe et Lucio Colletti, attentif à la théorie du fétichisme marchand et déjà marqué par la théorie critique francfortienne, évolue dans les années 1980 en s'ouvrant à l'écologie. Son ouvrage Critique du travail (1987), offre une réinterprétation originale du marxisme à la lumière d'une lecture singulière des pensées de Georg Lukacs, Ernst Bloch et Martin Heidegger. Il relève d'un débat sur le travail auquel participe notamment André Gorz (que Vincent a initié, dès 1959, à la lecture des Grundrisse de Karl Marx).
Parce qu'il privilégie la catégorie du fétichisme de la marchandise, la réélaboration par Jean-Marie Vincent de la théorie critique du capitalisme chez Marx a été considérée comme proche des théorisations du courant allemand de la wertkritik (la critique de la valeur) constituée autour des groupes Krisis et Exit !, de Robert Kurz ou Anselm Jappe, avec qui plusieurs correspondances et échanges ont eu lieu. Anselm Jappe écrit par exemple que le livre de Jean-Marie Vincent Critique du travail (1987) « est probablement le livre français qui se rapproche le plus de la critique de la valeur, même s'il reste par certains aspects dans le cadre du marxisme traditionnel ». Comme le remarque Antoine Artous, on peut rapprocher la pensée de Jean-Marie Vincent de celle de l'américain Moishe Postone.

### Revues
Après la chute du mur de Berlin, il lance en 1990 une revue théorique, traitant de politique, de sociologie et de philosophie, avec Antonio Negri et son ami de toujours Denis Berger : Futur antérieur. La revue est dissoute en 1998 après le départ en Italie de Negri. De cette situation de crise naissent deux nouvelles publications en 2001 : Multitudes (dir. Yann Moulier-Boutang) et Variations - revue internationale de théorie critique (dir. Alexander Neumann) qu'il fonde en 2001.

## Publications
Ouvrages de Jean-Marie Vincent en français (à compléter) :
- Fétichisme et société, Paris, Anthropos, 1973 ; rééd. Paris, Éditions Critiques, 2020.
- La théorie critique de l'École de Francfort, Paris, Galilée, 1976
- Les mensonges de l'État, Paris, Le Sycomore, 1979
- Critique du travail. Le faire et l'agir, Paris, PUF, 1987 ; rééd. Paris, Éditions Critiques, 2019.
- Max Weber ou la démocratie inachevée, Paris, Le Félin, 1998 (réédition en 2009)
- Marx après les marxismes (ouvrage collectif), L'Harmattan, 1997, 2 tomes. Le texte " Marx l'obstiné " de Jean-Marie Vincent se trouve dans le tome 1.
- Un autre Marx, Lausanne, Page deux, 2001
- Vers un nouvel anticapitalisme, (avec Michel Vakaloulis et Pierre Zarka), Paris, Le Félin, 2003
- Sciences sociales et engagement, avec Alexander Neumann (dir.), Paris, Syllepse, 2003.
- La Postérité de l'École de Francfort, avec Alain Blanc (dir.), Paris, Syllepse, coll. "Variations", 2004.  (ISBN 2-84797-076-2)